# Sniper Elite 4
Sniper Elite 4 es un videojuego de táctica en tercera persona diseñado por Rebellion Developments. Como la secuela directa de Sniper Elite III, el juego fue lanzado para Microsoft Windows, PlayStation 4 y Xbox One el 14 de febrero de 2017.

## Jugabilidad
Jugado desde una perspectiva de tercera persona, es un shooter táctico con elementos de sigilo. Cuando los jugadores matan a un enemigo usando un rifle de francotirador de larga distancia, se activará el sistema de levas de la X-Ray, en el que la cámara del juego sigue la bala desde el rifle de francotirador hasta el objetivo y muestra partes del cuerpo, huesos u órganos internos del cuerpo siendo rotos por la bala. El sistema también se ha ampliado para incluir las matanzas de la metralla, las muertes del Melee y las matanzas del Stealth.
La inteligencia artificial del juego se mejora, con los enemigos poder reaccionar a la acción de los jugadores más responsivo. Cuando un enemigo es asesinado, otros enemigos comenzarán a buscarlos activamente. El jugador está equipado con un par de binoculares, que muestra a los jugadores donde están los enemigos y qué armas están llevando. El juego cuenta con el rango de "oficiales", que consiste en matar al oficial tan pronto como sea posible que llevará a su ejército a retirarse, mientras que si lo mata al final de una misión aumentará significativamente la dificultad del nivel. Los jugadores pueden colocar trampas y usar cadáveres como trampas. El juego también cuenta con misiones nocturnas, en las que los jugadores pueden eliminar las fuentes de luz para ocultar su presencia.
Los mapas en el juego son significativamente más grandes que Sniper Elite III, otorgando a los jugadores más libertad y una jugabilidad más abierta. Los mapas también presentan una mayor verticalidad. El nuevo sistema de movimiento del juego permite a Fairburne subir y agarrar bordes. Las misiones cooperativas y los modos multijugador competitivos son reintroducidos.

## Trama
Sniper Elite 4 se establece en Italia en 1943, inmediatamente después de los acontecimientos en Sniper Elite III. Al enterarse de los rumores de un nuevo arma, la Marina Real envía un carguero, la Orchidea a la isla de San Celini para investigar. El buque es rápidamente hundido por la nueva arma: un misil antibarco guiado por un radio bajo el desarrollo del científico Andreas Kessler y Heinz Böhm, un destacado general nazi acerca de que los aliados tienen poca información sobre él. El francotirador de SOE, Karl Fairburne, es enviado a la isla después del hundimiento y es encargado de asesinar al general Tobias Schmidt junto con otros oficiales que supervisaron el ataque, filmándolo para usarlo como propaganda. Después de eliminar a Schmidt, Fairburne es enviado a la aldea de Bitanti para encontrar a Sofía Ángel Di Rocco, líder de la resistencia partisana local. Desconfiada de la OSS que permitió que su padre fuera secuestrado por los nazis, Angel recluta a Fairburne para destruir una pistola de ferrocarril en Viaducto Regelino con el fin de probar a sí mismo y convencer al grupo de unir sus fuerzas. Después de explotar el viaducto y destruir el arma, Fairburne es enviado a investigar un astillero que los nazis están usando para enviar la parte del arma y llamar a un bombardeo para destruir la instalación.
Al enterarse de que la mafia siciliana estaba ayudando a interrumpir las operaciones en el astillero para retrasar el envío de las piezas de armas, Fairburne se reúne con el jefe Salavatore Dinelli que se compromete a proporcionar asistencia adicional después de eliminar Piero Capo, líder de la Brigada Negro local. Desconfiados de las intenciones de la mafia, los partidarios son renuentes a mantener la alianza. Sin embargo, cuando un informante del OSS, el Mayor Hans Dorfmann, revela que Kessler está en la Instalación Maggazeno donde se montan los misiles, Fairburne se infiltra en la base para secuestrar a Kessler y robar sus notas de investigación. En el interrogatorio, Kessler le dice a Ángel que su padre todavía está vivo, lo que llevó a los partidarios a partir para asaltar la ciudad de Giovi Fiorini y encontrar al confidente de Böhm, el mayor Klaus Rothbauer. Kessler le dice a Fairburne que se está muriendo y no tiene utilidad para los nazis o los aliados como resultado, y que la información dada a Angel era una mentira con el fin de atraer a los partidarios en una trampa. Fairburne abandona a Giovi Fiorini y elimina a Rothbauer, pero la batalla resultante da lugar a que los partidarios sean masacrados.
La inteligencia reunida permite que el OSS descubra que Böhm es consciente de la Operación Avalanche y tiene los misiles construidos enviados a su fortaleza en Allagra, con la intención de infligir suficiente daño en la flota para evitar que la invasión de Italia sea un éxito e intentar matar al General Dwight Eisenhower. Fairburne se infiltra en la base, desactivando cada uno de los misiles. Mientras intenta llamar a un bombardeo en la instalación, Dorfmann aparece con un Ángel capturado, revelándose como Böhm. 
Böhm ejecuta a Ángel y rápidamente sale a su avión, con la intención de despegar y llevar a cabo personalmente el ataque a la nave de Eisenhower. Fairburne persigue y logra disparar los motores del avión antes de que pueda despegar, destruyendo el avión y matando a Böhm justo cuando los bombarderos aliados llegan para destruir la base.

## Desarrollo
Sniper Elite 4 fue desarrollado por Rebellion Developments. Según Tim Jones, jefe de Rebellion Developments, el juego fue diseñado para ser un "paraíso de francotiradores". Como resultado, el equipo amplió el tamaño y la escala de los mapas y niveles del juego para hacer "tiros reales largos" posibles. El sistema de animación, la inteligencia artificial y la tecnología de representación del juego también fueron reelaborados.
505 Games, el editor de los dos juegos anteriores, no estuvo involucrado en la producción del juego y Sniper Elite 4 fue autopublicado por  Rebellion digitalmente. Rebellion se asoció con Sold Out y U & I Entertainment, los editores y distribuidores de Zombie Army Trilogy, para producir copias físicas del juego. En febrero de 2016, una compañía china de artes digitales reveló accidentalmente el juego. Jason Kingsley, CEO de Rebellion, no confirmó la existencia del juego, y agregó que tenían planes de revelar un nuevo juego muy pronto. Sniper Elite 4 fue anunciado el 7 de marzo de 2016.
El 13 de junio de 2016, en el E3 2016, se anunció que Sniper Elite 4 sería lanzado el 14 de febrero de 2017.

## Recepción
Sniper Elite 4 recibió críticas "generalmente favorables", de acuerdo con Metacritic.

### Ventas
En junio de 2016, Sold Out describió el juego como un "gran shooter", el cual vendió aproximadamente 200.000 copias físicas en su día de lanzamiento en el Reino Unido.